# Piper longispicum
Piper longispicum är en pepparväxtart som först beskrevs av Var. glabratum (yunck., och fick sitt nu gällande namn av J.A. Steyermark. Piper longispicum ingår i släktet Piper och familjen pepparväxter. Inga underarter finns listade i Catalogue of Life.